# Reino de Singapura
O Reino de Singapura (em malaio:  Kerajaan Singapura) foi um reino malaio que se julga ter existido na ilha de Singapura de 1299 até à sua queda em 1398. A visão histórica convencional marca cerca de 1299 como o ano de fundação do reino por Sang Nila Utama (também conhecido como "Sri Tri Buana"), cujo pai é Sang Sapurba, segundo a lenda o grande ancestral comum da maioria das monarquias malaias no mundo malaio. A historicidade deste reino, baseada na relatado nos "Anais Malaios" (Sejarah Melayu), é tema de debates académicos, e muitos historiadores consideram apenas o último governante Parameswara (ou Sri Iskandar Shah) uma verdadeira figura histórica. Evidências arqueológicas de Forte Canning e as margens do rio Singapura, no entanto, demonstraram a existência de um assentamento próspero e uma porta comercial no século XIV.
O assentamento ter-se-á desenvolvido nos séculos XIII ou XIV e subiu de um pequeno posto avançado comercial Serivijaia em centro de comércio internacional com laços com a Dinastia Yuan. No entanto, foi reivindicado por duas potências regionais naquele tempo, Aiutaia do norte e Majapait do sul. Como resultado, a capital fortificada do reino foi atacada por pelo menos duas grandes invasões estrangeiras antes de ser finalmente destruída por Majapait em 1398 de acordo com os "Anais Malaios", ou os Siameses, de acordo com fontes portuguesas. O último rei, Parameswara ou Iskandar Shah, fugiu para a costa ocidental da Península Malaia para estabelecer o Sultanato de Malaca em 1400.

## História
A série de incursões lançada pelo Império Chola no século XI enfraqueceu o antigo Império Serivijaia. No final do século XIII Serivijaia, já fragmentado, chamou a atenção do rei expansionista javanês Kertanegara de Singhasari. Em 1275, este decretou a expedição de Pamalayu para invadir Sumatra. Em 1288, as forças expedicionárias navais de Singasari derrubaram com sucesso Jambi e Palimbão e levaram Serivijaia à submissão. A destruição completa de Serivijaia causou a diáspora dos príncipes e nobres. Seguiram-se rebeliões contra o domínio javanês e tentativas por parte de príncipes malaios que fugiram para reviver o império, que deixaram a região do sul de Sumatra em situação de caos e desolação.
Na era de Serivijaia, Temasek era um pequeno posto comercial e principalmente habitado por Orang-Lauts. Historicamente, o Orang-Laut era muito leal aos reis malaios. Eles patrulhavam as áreas do mar adjacentes, repelindo outros pequenos piratas, dirigindo os comerciantes para os portos dos seus senhores malaios e mantendo o domínio desses portos na região.
A história dos governantes de Singapura foi reconstruída com base principalmente nos "Anais malaios", embora provas corroborantes sejam escassas.